# (1485) Isa
(1485) Isa est un astéroïde de la ceinture principale découvert le 28 juillet 1938 par l'astronome allemand Karl Wilhelm Reinmuth. Le lieu de découverte est Heidelberg (024). Sa désignation provisoire était 1938 OB.